# Tinne Vilhelmson-Silfvén
Tinne Eva Carolin Vilhelmson-Silfvén (nacida como Tinne Eva Carolin Vilhelmson, Estocolmo, 12 de julio de 1967) es una jinete sueca que compitió en la modalidad de doma.
Ganó tres medallas de bronce en el Campeonato Europeo de Doma, entre los años 2005 y 2017. Participó en siete Juegos Olímpicos de Verano, entre los años 1992 y 2016, ocupando el cuarto lugar en Barcelona 1992 y Pekín 2008, el quinto en Londres 2012 y Río de Janeiro 2016 y el sexto en Atenas 2004, en la prueba por equipos.

## Palmarés internacional
| Campeonato Europeo | Campeonato Europeo  | Campeonato Europeo | Campeonato Europeo |
| Año                | Lugar               | Medalla            | Categoría          |
| ------------------ | ------------------- | ------------------ | ------------------ |
| 2005               | Hagen (Alemania)    | Medalla de bronce  | Por equipos        |
| 2007               | La Mandria (Italia) | Medalla de bronce  | Por equipos        |
| 2017               | Gotemburgo (Suecia) | Medalla de bronce  | Por equipos        |